# Brian Leddin

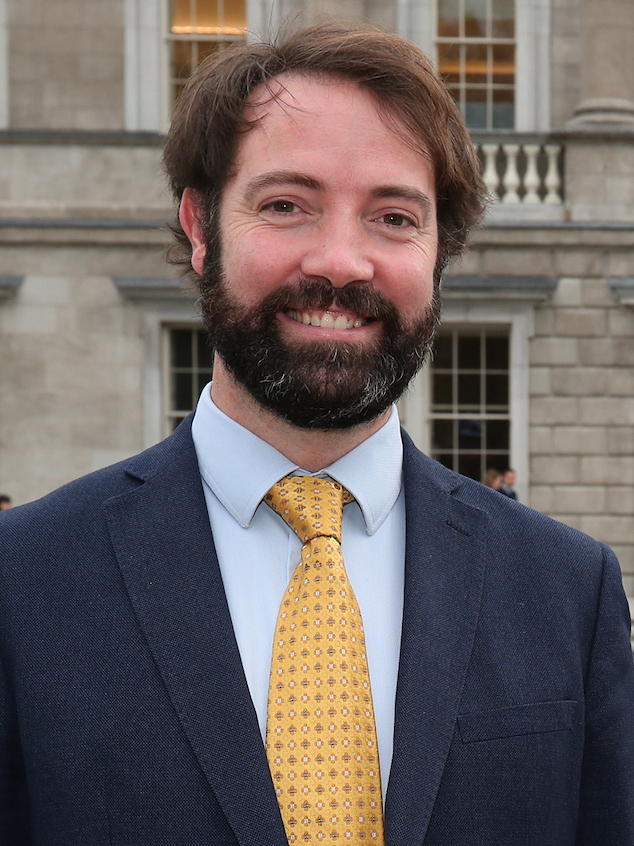
Brian Leddin (2022)

Brian Leddin (irisch Brian Ó Loideáin; * 1979/1980 in Limerick) ist ein irischer Politiker der Green Party (GP) und war von 2020 bis 2024 Abgeordneter (Teachta Dála) im Dáil Éireann.

## Leben
Leddin ist ausgebildeter Ingenieur (University of Limerick) mit einer Zusatzqualifikation für Erneuerbare Energien.
2017 trat er der Green Party bei und 2019 wurde er in den Limerick City and County Council gewählt. Schon im Jahr darauf konnte er bei den Wahlen zum Dáil Éireann im Wahlkreis Limerick City für die Green Party einen Sitz erringen. Er wurde Ausschussvorsitzender für Maßnahmen zum Klimaschutz. An der irischen Gesetzgebung dazu (Climate Action and Low Carbon Development (Amendment) Act 2021) hatte er größeren Anteil. 2021 wurde ihm vorgeworfen, dass er trotz eines Interessenkonflikts zugunsten seines früheren Arbeitgebers gehandelt hätte. 
Bei den Wahlen zum Dáil Éireann 2024 wurde er nicht wiedergewählt.